# Gustaw Roszkowski

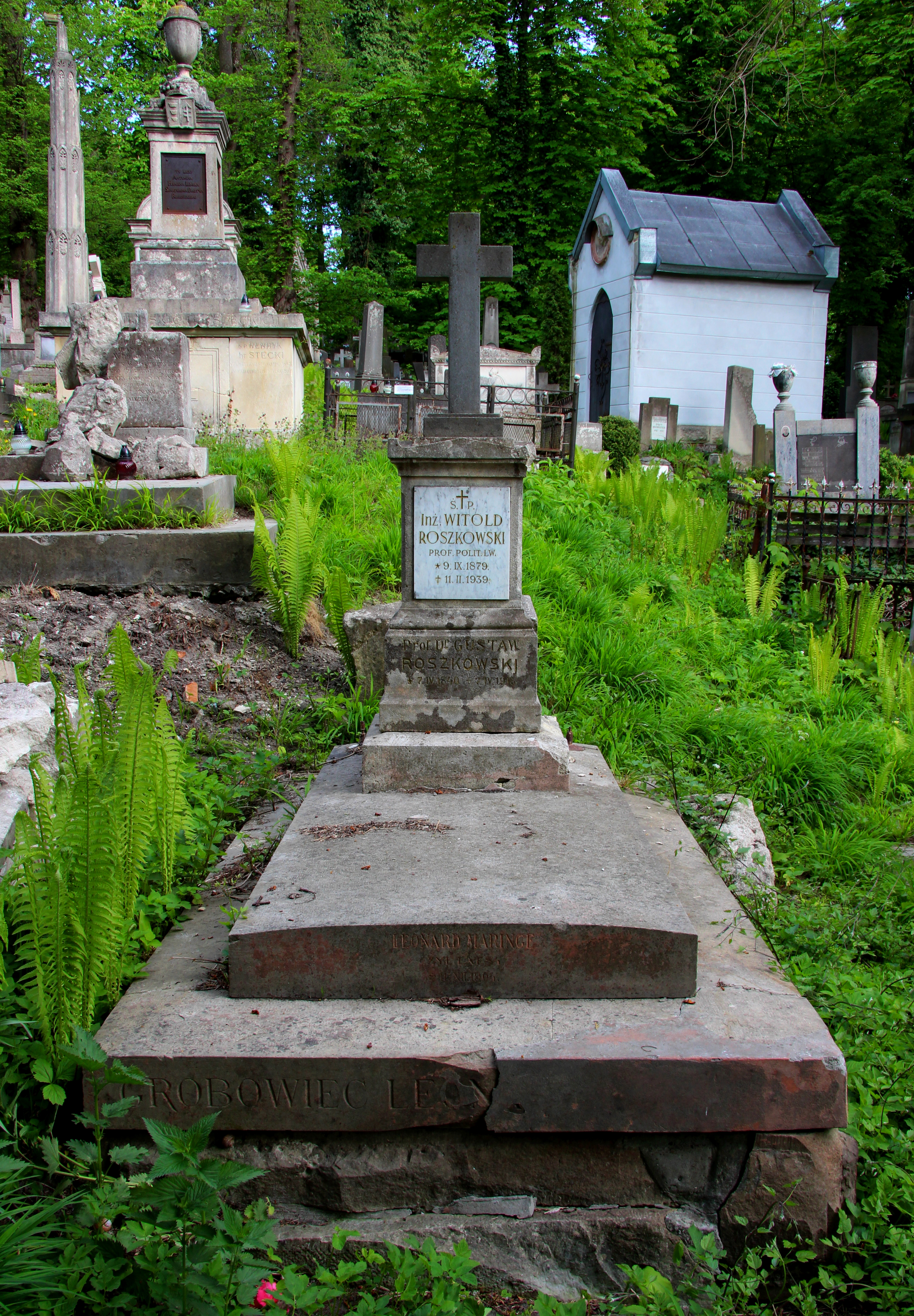
Grób Gustawa Roszkowskiego

Gustaw Jan Nepomucen Roszkowski (ur. 7 kwietnia 1847 w Syrnikach, zm. 7 kwietnia 1915 w Wiedniu) – prawnik, profesor prawa międzynarodowego oraz polityk demokratyczny, radny Miasta Lwowa i poseł do austriackiej Rady Państwa

## Życiorys
Ukończył V Gimnazjum w Warszawie (1864) i studia z zakresu prawa i administracji na Wydziale Prawa Szkoły Głównej Warszawskiej (1867) z tytułem magistra (1869). Studia uzupełniał w latach 1868 i 1870 na uniwersytetach w Jenie, Berlinie, Lipski, Heidelbergu i Paryżu. W 1870 uzyskał tytuł doktora filozofii na Uniwersytecie we Freiburgu w Badenii na podstawie pracy Über das Wesen des Eigentums. Następnie w 1871 habilitował się na Uniwersytecie Jagiellońskim przedstawiając rozprawę Pogląd na naukę Fryderyka Karola Savigny’ego ze stanowiska filozofii prawa. A. Redzik wskazuje, że habilitacja była trudna formalnie, gdyż Roszkowski był w Krakowie „obcokrajowcem”, a poza tym nie był doktorem praw. W latach 1871–1872 wykładał jako docent prywatny filozofię prawa na UJ. Ze względu na trudności stawiane mu przez konserwatywne władze uczelni zdecydował się na powrót do Królestwa, gdzie w latach 1873–1878 prowadził praktykę adwokacką w Warszawie (od 1876 miał formalne uprawnienia adwokackie). W 1878 po przeniesieniu się do Lwowa objął katedrę filozofii prawa i prawa narodów (międzynarodowego) na Uniwersytecie Lwowskim (mianowany 10 grudnia 1878 r.), od 1888 roku był profesorem zwyczajnym. Był także dziekanem Wydziału Prawa (1896-1897) oraz członkiem komisji państwowej dla przeprowadzania egzaminu z zakresu nauk politycznych. W 1891 jako znany specjalista został dokooptowany do grona członków Instytutu Prawa Międzynarodowego (Institut de droit international) w Brukseli. W l. 1907-1909 był przewodniczącym zarządu Powszechnych Wykładów Uniwersyteckich we Lwowie.
Z przekonań demokrata i postępowiec, był zaangażowany politycznie. W latach 1883–1912 radny miasta Lwowa. Był w niej członkiem Komisji Prawniczej (1883-1895) oraz sekcji I dla spraw majątkowych, handlu i przemysłu (1886-1895). Przewodniczył komitetowi budowy pomnika historyka literatury Piotra Chmielowskiego na cmentarzu Łyczakowskim, a w 1905 dokonał jego odsłonięcia. Pracował także społecznie w rozmaitych towarzystwach, przede wszystkim w Towarzystwie Czerwonego Krzyża.
Był także posłem do austriackiej Rady Państwa wybieranym z kurii II (gmin miejskich) z okręgu wyborczego nr 7 (Sambor-Stryj-Drohobycz) na okres VII kadencji (25 kwietnia 1890 – 23 stycznia 1891), VIII kadencji (9 kwietnia 1891 – 22 stycznia 1897), IX kadencji (27 marca 1897 – 7 września 1900), X kadencji (31 stycznia 1901 – 30 stycznia 1907). Pierwszy raz został wybrany w 1890 w miejsce zmarłego Otto Hausnera. Został także posłem na XI kadencję (26 listopada 1908 – 30 marca 1911) wybranym w wyborach powszechnych w okręgu nr 1 (Lwów) w miejsce zmarłego Godzimira Małachowskiego. W parlamencie austriackim był stale członkiem frakcji posłów demokratycznych w Kole Polskim w Wiedniu.
Pierwotnie pochowany w Wiedniu, następnie jego szczątki zostały przeniesione na Cmentarz Łyczakowski we Lwowie.

## Rodzina i życie prywatne
Urodził się w rodzinie ziemiańskiej, był synem Florentyna i Eleonory z Mokrskich. Ożenił się w 1874 z Katarzyną z domu Maringe (zm. 1940). Miał z nią dziewięcioro dzieci (z których aż sześcioro zmarło w młodym wieku). Jego synem był leśnik i prof. Politechniki Lwowskiej Witold (1878-1939) a córkami Irena z męża Teodorowiczowa i Malwina z męża Dąbrowska.

## Publikacje
Był autorem kilkudziesięciu prac, głównie z zakresu prawa międzynarodowego. Publikował głównie w języku polskim, ale napisał też część tekstów w języku niemieckim i francuskim.
- Über das Wesen des Eigentums, Freiburg 1870
- O istocie i znaczeniu filozofii prawa Kraków 1871
- Pogląd na naukę Fryderyka Karola Savigny’ego ze stanowiska filozofii prawa, Kraków 1871
- O metodzie wykładu filozofii prawa (1871)
- Systematyka filozofii prawa (1871)
- O Komunizmie i Socyalizmie (1872)
- O ambasadach i konsulatach (1872)
- O poselstwach dyplomatycznych i konsulatach (1872)
- O życiu Savigny’ego (1872)
- O różnych systemach filozofii prawa (1871)
- Szulte’go Zasady prawa kanonicznego o małżeństwie (1878, tłum.)
- O pojęciu prawa natury (1879)
- O organizacyi międzynarodowego związku państw (1880)
- O poglądach Moltkego na prawo wojny (1881)
- O środkach międzynarodowych przeciw nihilistom (1881)
- O sprawie Midhata-baszy (1881)
- O oxfordzkim projekcie prawa wojny (1881)
- System encyklopedyi prawa (1881)
- O azylach i extradycyi ze szczególnem uwzględnieniem Austro-Węgierskiej Monarchii (1882)
- O najnowszych traktatach Austro-Węgierskiej Monarchji z Belgją i Holandją z 1880 i 1881 roku w przedmiocie wydawania przestępców (1882)
- O Kodyfikacyi Prawa Międzynarodowego. Szkic Naukowy (1882)
- O Konwencyi Genewskiej (1887)
- De la codification du droit international, Bruxelles 1889.
- Ober die Bestrebllllgen zur Erhaltung des Friedens in Europa, Wien 1892,
- La loi autrichienne du 14 avril 1903 sur la protection du nom et des insignes de la Croix-Rouge (1904)
- O XIV Kongresie pokoju z 1905 roku (1906)
- Über die neuesten Staatsverträge Öesterreich-Ungarns mit Rumänien (1910)
- La loi autrichienne du 14 avril 1903 sur la protection du nom et des insignes de la Croix-Rouge (1911)
- Prawo co do żeglugi napowietrznej (1912)
- Über das Wesen und die Organisation der Internationalen Staatengemeinschaft

## Odznaczenia i wyróżnienia
Był odznaczony austriackim Orderem Żelaznej Korony 3 kIasy (1904) oraz serbskim Orderem Czerwonego Krzyża (1907). Od 1904 był radcą dworu, a od 1893 honorowym obywatelem Sambora. W 1912 został honorowym członkiem Towarzystwa Katolickich Robotników «Przyjaźń» we Lwowie.